# Fluxo de bits
Um fluxo de bits, ou bitstream (termo inglês), é uma série temporal de bits.
Um fluxo de bytes é uma série de bytes, normalmente de 8 bits cada, e pode ser considerado como um caso especial de um fluxo de bits.
Fluxos de bits são utilizados extensivamente em telecomunicações e computação: por exemplo, a tecnologia de comunicação SDH transporta fluxos de bits síncronos e o protocolo de comunicação TCP transporta um fluxo de bytes sem temporização síncrona.
Quando um fluxo de bits é capturado e armazenado em um meio de armazenamento computacional, um arquivo de computador é criado.
O termo fluxo de bits é frequentemente utilizado para descrever os dados de configuração a serem carregados em um arranjo de portas programável em campo. Esta aplicação pode ter se originado baseada no método comum de configuração do FPGA de um fluxo de bits serial, normalmente de um chip serial PROM ou memória flash, apesar de muitos FPGA também suportarem um método de carregamento de bytes paralelo. O formato detalhado do fluxo de dados para um chip FPGA particular é geralmente considerado proprietário do vendedor do FPGA.